# Organisation des activistes lesbiennes et gays (Afrique du Sud)
L’Organisation des activistes lesbiennes et gays (OLGA) est une ancienne association sud-africaine de défense des droits LGBT. Issue de la réorganisation, en 1987, du collectif Lesbiennes et Gays contre l’oppression (LAGO), au départ, elle s'investit avec ce collectif contre le régime à la fois contre le régime de l’apartheid et pour les droits des personnes LGBT,.
L’OLGA  s'affilie au Front démocratique uni (UDF) transmettant au Congrès national africain (ANC) des propositions qui visent à rendre la Constitution sud-africaine plus inclusive.

## Historique et dissolution
L'association des gays de l'Afrique du Sud (GASA), critiquée pour son inactivisme contre le racisme,  est dissoute en 1986. Par la suite, les lesbiennes et gays noirs créent la Rand Gay Organisation, tandis que certains militants blancs fondent LAGO, au Cap, la même année.
Elle adopte une position anti-apartheid, nouant de relations avec d’autres mouvements opposés au régime. Son ancêtre, l’Organisation des activistes lesbiennes et gays (OLGA) est affiliée au Front démocratique uni (UDF).
Parmi les fondateurs de LAGO figurent plusieurs militants anti-apartheid notables, tels que Derrick Fine, Sheila Lapinsky, Julia Nicol et Ivan Toms,. 
Avant le règlement intérireur de LAGO exige l'unanimité pendant la prise des décisions. Ainsi, en octobre 1987, cette règle, source d'une impasse,  entraîne la dissolution de l’organisation. 
Elle est réorganisée sous le nom d’Organisation des activistes lesbiennes et gays (OLGA), conservant les mêmes objectifs, mais avec un règlement revu. Le groupe est certes fondé par des homosexuels et lesbiennes blancs mais des membres issus de différentes origines raciales s'y intéressent après . En 1991, l’organisation compte 35 membres actifs et environ 200 personnes intéressées par ses activités. 
Mais, OLGA est dissoute en 1994.

## Activités
OLGA sensibilise sur les droits des personnes homosexuelles en arborant des t-shirts et des badges aux slogans en faveur des droits LGBT. L’organisation s'engage pour la lutte contre le VIH et contre l’apartheid. Elle participe à divers événements publics, notamment des réunions, des ateliers et des manifestations.
Elle soumet des propositions au Comité constitutionnel du Congrès national africain (ANC) en vue d’inclure une formulation garantissant des droits aux personnes LGBT. Grâce à ses propostions,  la Charte des droits des lesbiennes, des gays et des bisexuels est rédigé avec l'engagement de l'ANC dans la défense des droits des personnes LGBT,,.

## Note et Références

### Note
- (en) Cet article est partiellement ou en totalité issu de l’article de Wikipédia en anglais intitulé « Organisation of Lesbian and Gay Activists » (voir la liste des auteurs).